# Gabriel Hernández Paz
Gabriel ("Gabi") Hernández Paz (Barcelona; 2 de enero de 1975) es un waterpolista español. Fue campeón del mundo con la selección española en dos ocasiones.

## Biografía
Comenzó a jugar a waterpolo a los 11 años en el club de su barrio, la Unió Esportiva d'Horta. Ha jugado en bastantes equipos  Club Natació Catalunya, Club Natació Barcelona, en el Real Canoe de Madrid, en el Pescara italiano, Club Natació Atlètic Barceloneta, Spandau 04 de Berlín, plaza Zaragoza. En 2008 decide probar a jugar en Asia fichando por el Khobar de Arabia Saudita.
Su mejor momento fue en el campeonato del mundo de Fukuoka 2001 donde se convirtió en la imagen y la estrella de la selección al marcar 3 de los 4 goles del equipo en la final. Fue nombrado mejor jugador del campeonato. En cambio el momento más amargo fue el quedarse fuera de la selección que ganó la medalla de oro de Atlanta 1996.
Ha sido internacional con la selección española de waterpolo en numerosas ocasiones.
En 2011 pasó a ser el entrenador del Club Natació Sabadell, con el que consigue en su primer año la copa del Rey.

## Clubes
- Unió Esportiva d'Horta ( España)
- Club Natació Sabadell ( España)
- Club Natació Catalunya ( España)
- Club Natació Barcelona ( España)
- Real Canoe Natación Club ( España)
- Pallanuoto Pescara ( Italia)
- Club Natació Atlètic Barceloneta ( España)
- Spandau 04 ( Alemania)
- Waterpolo Pla-Za Zaragoza ( España)
- Khobar ( Arabia Saudita)

## Títulos
En club como jugador
- Ocho Ligas de España (1994, 1995, 1996, 1999, 2000, 2003, 2006, 2008)
- Cinco Copas del Rey de España (1994, 1995, 1996, 2004, 2006)
- Una supercopa de España (2003)
- Una liga Alemana (2005)
- Una copa Alemana
- Copa LEN (1995)

Como jugador de la selección española
- Plata en la liga mundial de 2002
- Campeón del mundo en 2001 en Fukuoka
- 4.º en los Juegos Olímpicos de Sídney (2000)
- Campeón del mundo en 1998 en Perth
- Bronce en los juegos del Mediterráneo de Bari 1997
- Subcampeón del mundo en 1994 en Roma
- Bronce en el campeonato de Europa Júnior de Bratislava de 1994
- Bronce en el campeonato de Europa de Shefield en 1993
- Plata en el campeonato del mundo Júnior de El Cairo de 1993
- Plata en el campeonato de Europa Júnior de Sopron de 1992
- Oro en el campeonato del mundo Júnior de Long Beach de 1991